# Исаак Комнин (севастократор)
Исаак Комнин (ср.-греч. Ἰσαάκιος Κομνηνός; ок. 1050, Константинополь — 1102/04, там же) — византийский военный и государственный деятель, в 1073—1078 годах занимавший пост дукса Антиохии и доместика схол Востока. Первый обладатель титула «севастократор». Представитель правящей династии Комнинов и старший брат византийского императора Алексея I. Философ-антинеоплатоник.

## Биография
Одним из источников биографии Исаака является сочинение его племянницы Анны Комниной, памятник византийской литературы «Алексиада». Исаак был вторым сыном и третьим ребёнком доместика схол Иоанна из династии Комнинов и его супруги Анны Далассины. Точная дата его рождения неизвестна, однако в историографии существует предположение, что он родился около 1050 года в Константинополе. Всего в семье было пять сыновей — Мануил, Исаак, Алексей, Адриан, Никифор — и три дочери, что получили имена Мария, Евдокия и Феодора. Они принадлежали к самой высшей аристократии империи, поскольку были родственниками (племянниками) императора Византии в 1057—1059 годах — Исаака I Комнина.
Исаак был человеком хорошо образованным и обладавшим широкими познаниями в различных делах государства и церкви: патриарх Антиохийский Иоанн Оксит пишет, что он был компетентен в толковании Священного Писания, а Василий Евхаитский приписывает ему обширные познания в философских вопросах. Известно, что Исаак писал сочинения, из которых сохранились четыре: три философских трактата, направленных против неоплатоника Прокла, и богословский сборник против Льва Халкидонского
В 1070-х годах, после катастрофического поражения в битве при Манцикерте, Исаак был назначен командующим в Анатолии для борьбы против турок-сельджуков. В 1073 году, будучи доместиком схол Востока, в проигранном сражении при Кесарии он был захвачен в плен сельджуками и освобождён только после выплаты выкупа. В следующем году его снова отправили на Восток как дукса Антиохии. Он подавил локальные волнения, но был снова захвачен турками и позже выкуплен жителями города.
Во времена правления Никифора III Вотаниата (ок. 1078—1081) он пользовался благосклонностью императора и готовил заговор при дворе, используя своё влияние на императрицу Марию, чтобы улучшить положение семьи Комнинов, в особенности его младшего брата Алексея, который имел непосредственное отношение к правящей династии Дуков благодаря его браку с Ириной Дукиней. Когда Комнины наконец восстали против Никифора III, Исаака прочили на императорский трон, однако Дуки и Георгий Палеолог остановили выбор на Алексее. Он был одним из самых верных, непоколебимых и рьяных сторонников брата. В свою очередь Алексей наградил его новым титулом севастократора, который делал его почти что равным императору; по словам Анны Комниной, «императором без пурпура».

## Внешность и личные качества
Анна Комнина описала Исаака как человека необычайно благородного и тем похожего на её отца Алексея, и горячо заботившегося о брате. Анна отмечает и внешнюю схожесть братьев, хотя пишет, что Исаак был бледнее кожей и с менее кустистой бородой. Исаак увлекался охотой, был храбр и во время боёв всегда стоял в авангарде армии. Анна и прочие современники Исаака, например Феофилакт Болгарский, отмечают и добродетельность Исаака и его способность находить общий язык с людьми. Анна при этом рассказывает о его вспыльчивости и нетерпеливости, способности «взорваться» лишь от одного неверно брошенного слова.

## Дети
Исаак Комнин был женат на грузинской принцессе Ирине, двоюродной сестре императрицы Марии Аланской, от которой у него было несколько детей:
- Иоанн Комнин (1073 — после 1136), протосеваст и дукс Диррахия в 1092—1105/6 годах
- дочь (род. ок 1075), вышла замуж за сына протосеваста Константина Дуки
- Алексей Комнин (ок 1077 — после 1108), протосеваст и дукс Диррахия после 1105/6 года
- дочь (род. ок. 1080), была помолвлена с Григорием Габрасом[порт.] до 1094 года, дальнейшая судьба неизвестна
- Константин Комнин (ок. 1085 — после 1147), протосеваст и дукс Берии, позже великий друнгарий
- Адриан Комнин (ок. 1088—1157/64), протосеваст и дукс Халдии, позже стал монахом и архиепископом Болгарии под именем Иоанна IV
- София Комнина (ок. 1094 — ок. 1130), замужем за Никифором Дукаианом[англ.]
- Евдокия Комнина (ок. 1094 — после 1150), замужем за Никифором Вотаниатом